# Kaempferia philippinensis
Kaempferia philippinensis är en enhjärtbladig växtart som beskrevs av Elmer Drew Merrill. Kaempferia philippinensis ingår i släktet Kaempferia och familjen Zingiberaceae. Inga underarter finns listade i Catalogue of Life.